# Posuvné měřítko

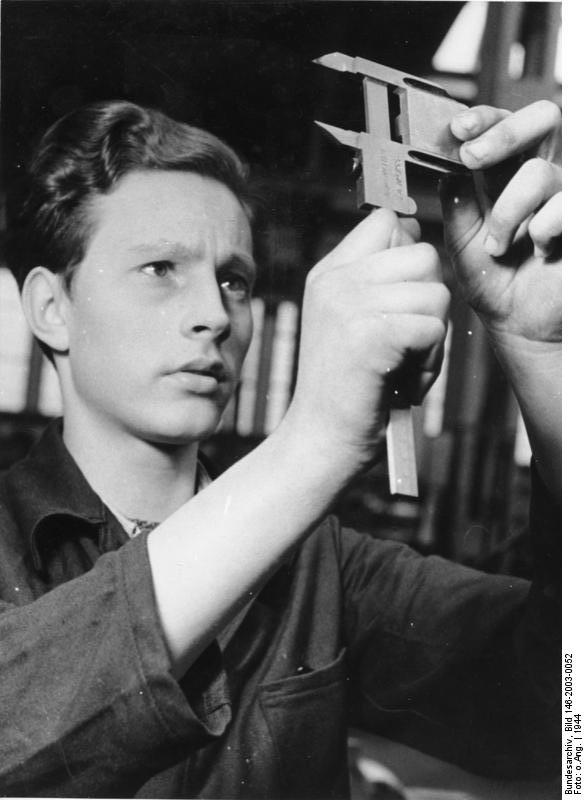
Mladík s posuvným měřítkem (snímek z roku 1944)

Posuvné měřítko je měřidlo pro měření délek. V řemeslnickém slangu bývá nazýváno šuplera nebo šupléra (z německého Schublehre) nebo také posuvka. Používá se především ve strojírenství a průmyslu.

## Části
Měřítko se skládá ze dvou částí. Na pevné části je základní stupnice (v milimetrech a palcích), na posuvné části je index s vernierem (noniem). Měřítko má zpravidla dva páry čelistí (ramen), větší pro měření vnějších rozměrů, menší zahrocené pro měření rozměrů vnitřních (například otvorů), a na dolním konci výsuvný hloubkoměr pro měření hloubky. Páčka (případně šroubek) na posuvné části slouží k jejímu uvolnění a aretaci.

## Rozlišení a přesnost posuvných měřítek
Rozlišením se rozumí obecně nejmenší změna měřené veličiny, kterou je přístroj schopen zaznamenat. U analogových měřidel to bývá většinou hodnota nejmenšího dílku stupnice. Standardní posuvná měřítka s noniem umožňují měřit s přesností na 0,1 mm, existují i provedení s rozlišením 0,05 nebo 0,02 mm a digitální posuvná měřítka s rozlišením 0,01 mm. Pro méně přesná měření se používá kovové nebo jiné pravítko, pro přesnější měření se používá mikrometr.

## Rozsah měřených délek
U běžných posuvných měřítek lze měřit rozměry v rozsahu od 0 do 150 – 300 mm. Vyrábějí se i dílenská posuvná měřítka pro průmyslové použití s rozsahem až 4 metry.

## Měření a odečítání

Posuvné měřítko – princip použití

Klasická analogová posuvná měřítka využívají vernier (nonius). Při měření se měřený předmět sevře mezi čelisti (u vnitřních rozměrů se čelisti roztáhnou na dotyk) a na nulové rysce (indexu) se odečte základní rozměr - nejbližší nižší hodnota v milimetrech. Zlomky milimetru se posléze odečtou pomocí nonia: rozhodující je, která ryska na posuvné stupnici se přesně kryje (koinciduje) s některou ryskou na základním měřítku (viz obrázek). Je-li to kupříkladu sedmá, k dříve odečtenému údaji v mm je třeba přičíst ještě 0,7 mm (stupnice na noniu představuje vlastně "zvětšený" jeden milimetr, rozdělený na příslušný počet dílků dle rozlišení - na obrázku je to 0,05 mm). Existují i analogová měřítka s číselníkem (ciferníkem), kde jsou zlomky milimetru ukazovány ručičkou podobně jako na hodinách.

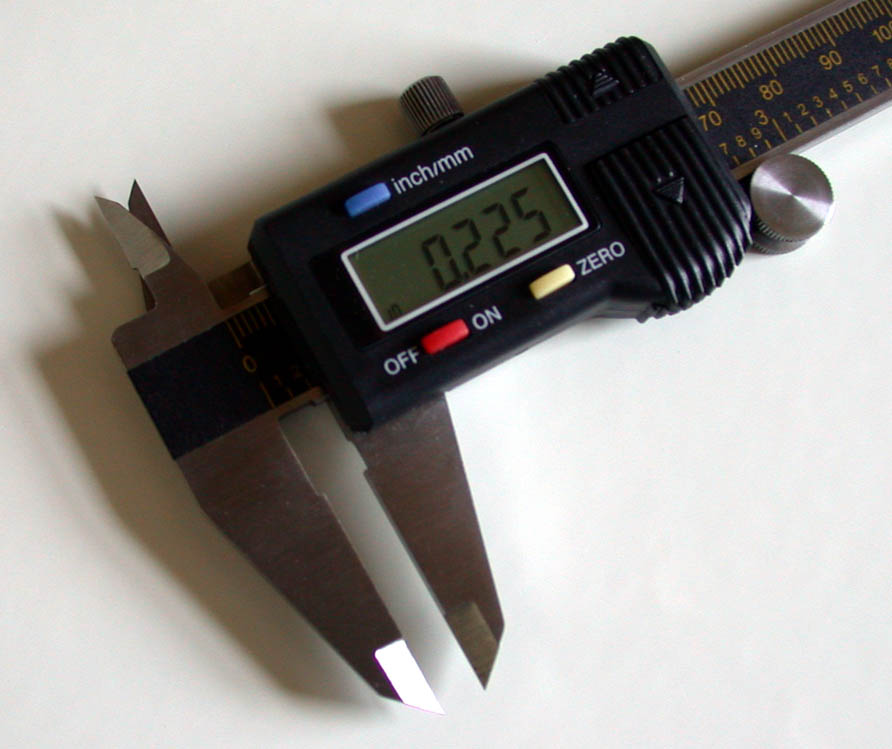
Digitální posuvné měřítko

V současné době se vyrábějí i digitální posuvná měřítka. Od analogových se liší tím, že nemají nonius a jejich pevná a posuvná část fungují jako magnetický, indukční nebo kapacitní snímač dráhy. Pohyblivá část je dále opatřena zdrojem el. energie (baterií), integrovaným obvodem a číslicovým displejem, který zobrazuje přímo naměřenou hodnotu. Pracuje se s nimi stejně jako s analogovými měřítky, oproti nimž mají zejména výhodu jednoduššího odečítání naměřených hodnot; nevýhodou naopak může být jejich závislost na zdroji el. energie, bez nějž vzhledem k absenci nonia i (většinou) stupnice neumožňují ani přibližný odečet měřené hodnoty. Mnoho měřítek odebírá z baterie nezanedbatelný proud i ve "vypnutém" stavu, kdy se vypne jen displej, ale měřící obvod stále pracuje. Digitální měřítko může mít tlačítko pro vynulování, které umožňuje nastavit počátek stupnice v libovolné poloze, a tím měřit přímo rozdíl od této hodnoty (diferenciální měření), přepínač zobrazení naměřené hodnoty v milimetrech/palcích, případně tlačítko pro zapamatování aktuálně naměřeného rozměru. Některá digitální měřítka mohou mít konektor pro výstup naměřených dat do počítače nebo jiného přístroje.